# Agennis parallelinervis
Agennis parallelinervis är en insektsart som beskrevs av Brunner von Wattenwyl 1891. Agennis parallelinervis ingår i släktet Agennis och familjen vårtbitare. Inga underarter finns listade i Catalogue of Life.